# Carebara wroughtonii
Carebara wroughtonii (лат.) — вид очень мелких муравьёв рода Carebara из подсемейства Myrmicinae (Formicidae). Эндемик Индии.

## Описание
Мелкие муравьи желтоватого цвета. Длина тела рабочих около 1 мм. Усики 10-члениковые. Голова на лбу и боках бороздчатая. Мандибулы с 5 зубцами. Проподеум округлый, без зубцов. Самки и самцы не описаны.

## Систематика
Вид был описан в 1902 году швейцарским мирмекологом Огюстом Форелем по материалам из Индии под первоначальным названием Solenopsis wroughtonii Forel, 1902.
В 1915 году (Emery, 1915) включён в состав рода Oligomyrmex (подрод Aeromyrma). В 2004 году включён в состав рода Carebara (Fernández, 2004). Валидный статус был подтверждён в 2013 году в ходе ревизии местной фауны индийскими энтомологами Химендером Бхарти (Himender Bharti; Department of Zoology and Environmental Sciences, Punjabi University, Патиала, Пенджаб, Индия) и Ракешем Кумаром (Rakesh Kumar, 2013). Относят к трибе Crematogastrini (ранее в Solenopsidini).